# Café del Mar

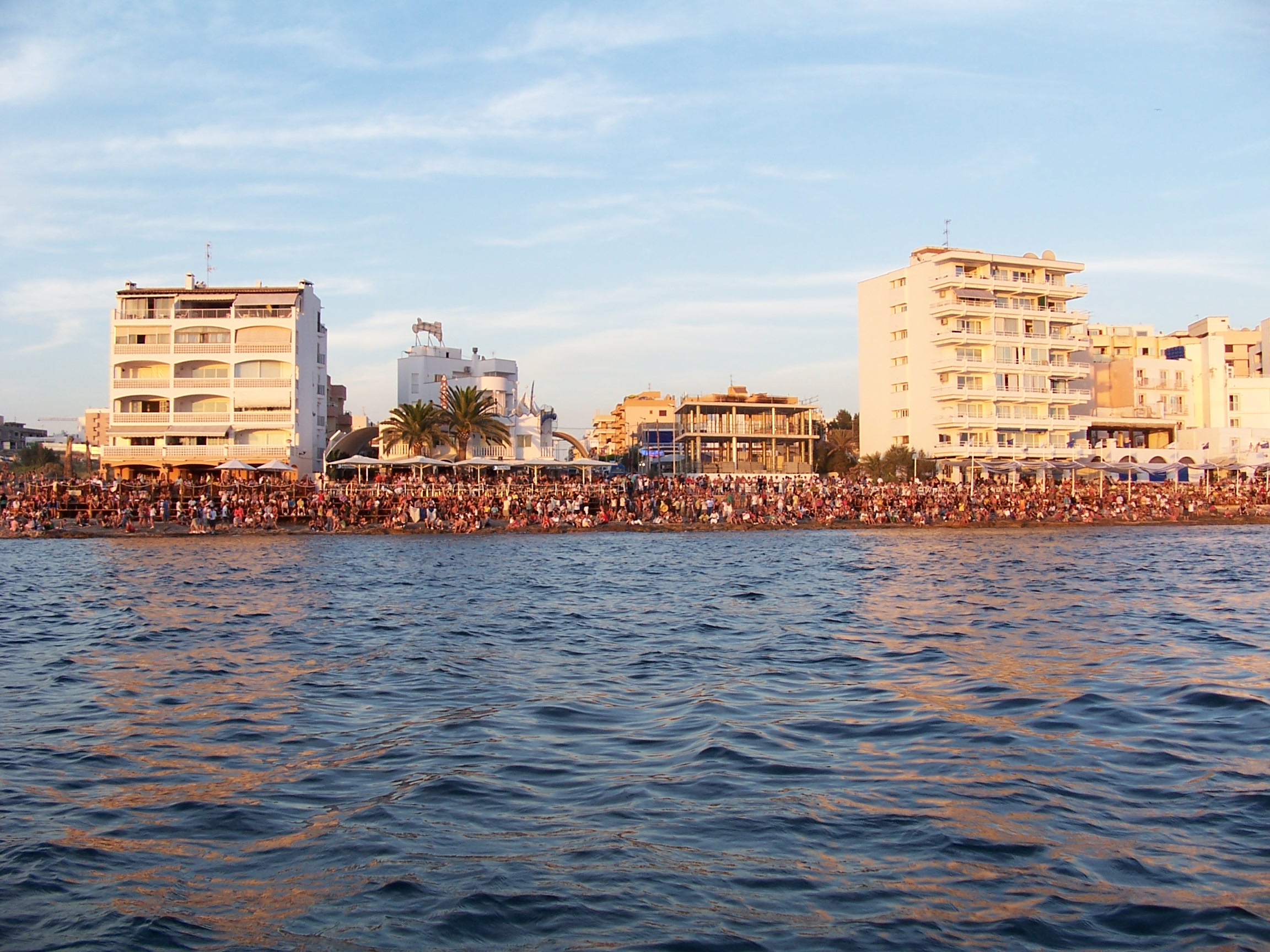
Café del Mar

Café del Mar is een café in San Antonio op Ibiza. Het is een populaire toeristenattractie die bekendstaat om zijn uitzicht op de zonsondergang. Café del Mar is de oorspronkelijke "the sunset bar" in San Antonio, die in 1978 door Ramón Guiral, Carlos Andrea en José Les werd geopend. Vertaald naar het Nederlands betekent Café del Mar "Café van de Zee".

## Muziek
Onder de naam Café del Mar zijn ook veel lounge-cd's uitgebracht. Deze cd's worden uitgebracht door het café, de dj's die hier draaien selecteren de nummers die op de cd moeten komen. De nummers die geselecteerd worden, moeten het gevoel weergeven wat de bezoekers hebben bij het zien van de zonsondergang. Dit is sterk geïnspireerd door het Balearic Beat-geluid dat zich in de jaren tachtig en negentig ontwikkelde.
Tot op heden zijn er 15 albums uitgebracht, ook zijn er 2 albums uitgebracht in het kader van het 20-jarig en 25-jarig jubileum. Wereldwijd zijn er al 9 miljoen albums verkocht.